# Rachel Berger
Rachel Berger née le 15 février 1975 est une actrice française.

## Biographie
Issue de l'école de stand up à Londres, dirigée par Hugh Thomas, suivie par l’école « de la rue blanche » – l’école nationale de théâtre (Lyon) – (ENSATT) , son one man show a tourné dans plusieurs théâtres à Paris en 2004. Elle a joué dans beaucoup de pièces produites à Paris (notamment avec Nada Strancar de la comédie française) et à Londres (avec John Wright et les compagnies de théâtre « trestle » et « told by an idiot ») et dans plusieurs films, notamment ceux de Jean-Pierre Jeunet, Éric Lartigau, Richard Berry, Alain Chabat, et Jan Kounen.
Elle est aussi traductrice et coach de dialecte (spécialisée dans la traduction de scénario, du français vers l’anglais et l'accent anglophone) elle a notamment coaché Patrick Bruel dans le film Ô Jérusalem réalisé par Élie Chouraqui. Elle coach régulièrement des acteurs et chanteurs dans le domaine du cinéma et de la télévision. Elle a aussi coaché la chanteuse Yael Naim et Marianne Faithfull. Elle a traduit notamment Paris Shanghai de Frédéric Petitjean. Elle a travaillé en tant que coach de dialecte sur la préparation du film Marie-Antoinette de Sofia Coppola et Kingdom of Heaven de Ridley Scott.
Côté casting, elle a travaillé avec des grands noms du casting du cinéma en tant qu’assistante de Pierre Jacques Benichou, d’Antoinette Boulat, de Gerard Molouvrier, de Valérie Espagne, du Studio la cour, sur des films comme La Boîte noire de Richard Berry, la série Mafiosa, le clan de Hugues Pagan, le Scaphandre et le Papillon de Julian Schnabel et dans la comédie musicale avec Ashley Haussman (Le Roi lion et Cabaret) avant de passer directrice de casting pour des gens comme Christian Louboutin, le Théâtre du Rond-Point à Paris, ou encore la société Orange.
Aujourd'hui elle est le personnage central de l'aventure We are producteurs, un projet de Luc Besson, sous son prénom de « Rachel », et elle fait des vidéos blogs pour faire le lien entre la production et les apprentis producteurs

## Filmographie
- 2003 : Moi César, 10 ans ½, 1m39 de Richard Berry : Wendy
- 2004 : RRRrrrr!!! d'Alain Chabat : Wendy
- 2004 : Un long dimanche de fiançailles de Jean-Pierre Jeunet : une petite prostituée
- 2005 : L'Ordre du temple solaire, téléfilm d'Arnaud Sélignac : Nicky Dutoit
- 2006 : L'État de Grace (mini-série TV) : la maquilleuse
- 2007 : 99 francs de Jan Kounen : la stagiaire
- 2008 : Baby blues de Diane Bertrand : la femme de chambre
- 2009 : Micmacs à tire-larigot de Jean-Pierre Jeunet : la strip-teaseuse
- 2010 : L'homme qui voulait vivre sa vie de Éric Lartigau : Fiona - la nounou